# 九龍巴士274線
九龍巴士274線是香港一條新界巴士路線，只於星期一至五早上繁忙時間由上水（太平）單向前往烏溪沙站，途經清河邨、粉嶺南（百和路）、粉嶺公路、吐露港公路、白石角、香港科學園、大老山公路、大水坑（德信中學）、欣安邨、馬鞍山市中心及錦英苑，於2018年8月27日投入服務，成為北區首條來往馬鞍山的專營巴士路線。

## 歷史
因應北區前往馬鞍山上學的學生有明顯需求，九巴及運輸署於《2017-2018年度北區巴士路線計劃》內，建議於上課日早上，開辦由北區開往馬鞍山的特快巴士服務，編號為274，由太平邨開出後，經清河邨、百和路後取道吐露港公路及大老山公路直達馬鞍山。
- 2018年8月27日：本線投入服務[1][4][5]。
- 2021年8月2日：繞經白石角及香港科學園，同時增加07:45班次。[6]
- 2025年6月30日：於恆泰路曉峯灣畔外增設中途站。[7]

## 服務時間及班次
- 星期一至五
  - 上水（太平）開：06:40、07:45

星期六、日及公眾假期不設服務

## 收費
全程：$14.4
- 白石角變電站往烏溪沙站：$8.7
- 德信中學往烏溪沙站：$4.8

| - 本線設有12歲以下小童及65歲或以上長者半價優惠。 - 65歲或以上香港居民使用「樂悠咭」，以及12歲以下合資格殘疾兒童使用「殘疾人士身份」個人八達通繳付車資，均可享有每程$2.0或半價（以較低者為準）的票價優惠；12至64歲合資格殘疾人士使用「殘疾人士身份」個人八達通（包括「樂悠咭」），以及60至64歲香港居民使用「樂悠咭」繳付車資，均可享有每程$2.0或全費（以較低者為準）的票價優惠。 - 65歲或以上長者如使用長者或一般個人八達通繳付車資，則只可享有半價優惠；12至64歲合資格殘疾人士如不使用「殘疾人士身份」個人八達通，以及60至64歲人士如不使用「樂悠咭」繳付車資，必須繳付全費。 - 乘客可以現金或八達通於上車時付款，不設找續。 - 每位成人乘客可免費攜帶最多兩名4歲以下而不佔座位的兒童乘客乘車，超額之4歲以下小童必須繳付小童車費乘車。 - 持有「九巴月票」之乘客在車票有效期內，每日可享最多10程任何九龍巴士及龍運巴士路線（包括本路線，以及聯營路線的九龍巴士／龍運巴士提供的班次；惟乘搭機場「A」及「NA」線則可享原價二七折優惠（不會計算每天10次合資格車程））；而B1線則每日可享最多各2程（不會計算每天10次合資格車程）。 - 九龍巴士、城巴、龍運巴士及陽光巴士全職員工及家屬（不包括外判職員）可免費乘搭本路線，惟必須拍職員或職員家屬八達通。 - 乘客亦可透過多元化電子支付系統（e度嘟）繳付車資，包括使用非接觸式VISA卡、JCB卡、萬事達卡、銀聯卡、美國運通、大來國際、Discover Card、Apple Pay、Google Pay、Samsung Pay、AlipayHK「易乘碼」、支付寶、WeChatHK／微信支付「搭車碼」、銀聯雲閃付「乘車碼」及BOC Pay「乘車碼」。乘客使用此付款方式，使用此支付方式的乘客可享有中途下車之分段收費，以及與其他九巴／龍運獨營路線或聯營線九巴／龍運班次之轉乘優惠，惟不適用於與非九巴／龍運路線之轉乘優惠，亦不能享有「公共交通費用補貼計劃」及「長者及合資格殘疾人士公共交通票價優惠計劃」。 |

### 八達通轉乘優惠
274←→粉嶺公路轉車站路線
- 274往烏溪沙站 ←→ 73B、270A、270B、270C、270D、270P、277A、277E、277P、277X、278A、278X、673／673P，首程或次程全程車資，以較高者為準

## 行車路線
經：保平路、保健路、清曉路、百和路、支路、粉嶺公路、吐露港公路、創新路、科學園路、瑞祥街、大老山公路、馬鞍山路、瑞泰路、寧泰路、喜泰街、恆泰路、恆輝街、恆耀街、恆泰路、恆輝街、西沙路、馬鞍山路、錦英路、西沙路及沙安街。

### 沿線車站
| 1                    | 太平巴士總站       | 太平巴士總站           |
| 2                    | 祥龍圍邨           | 保健路                 |
| 3                    | 御皇庭             | 清曉路                 |
| 4                    | 御景峰             | 清曉路                 |
| 5                    | 欣翠花園           | 百和路                 |
| 6                    | 嘉盛苑             | 百和路                 |
| 7                    | 基新中學           | 百和路                 |
| 8                    | 粉嶺站（D1）       | 百和路                 |
| 9                    | 景盛苑             | 百和路                 |
| 10                   | 華心邨             | 百和路                 |
| 粉嶺公路             |                    |                        |
| 11                   | 粉嶺公路轉車站     | 粉嶺公路巴士轉乘站     |
| 粉嶺公路、吐露港公路 |                    |                        |
| 12                   | 白石角變電站       | 創新路                 |
| 13                   | 天賦海灣           | 創新路                 |
| 14                   | 雲滙               | 創新路                 |
| 15                   | 創新路             | 創新路                 |
| 16                   | 科研路             | 創新路                 |
| 17                   | 科學園（第一期）   | 創新路                 |
| 18                   | 香港生物科技研究院 | 科學園路               |
| 19                   | 水上活動中心       | 科學園路               |
| 20                   | 馬料水公眾碼頭     | 科學園路               |
| 大老山公路；馬鞍山路 |                    |                        |
| 21                   | 德信中學           | 寧泰路                 |
| 22                   | 恆泰路             | 恆泰路                 |
| 23                   | 欣安邨             | 恆耀街                 |
| 24                   | 聽濤雅苑           | 西沙路                 |
| 25                   | 頌安邨             | 西沙路                 |
| 26                   | 福安花園           | 西沙路                 |
| 27                   | 海栢花園           | 西沙路                 |
| 28                   | 馬鞍山警署         | 馬鞍山路               |
| 29                   | 錦英苑             | 錦英路                 |
| 30                   | 錦龍苑             | 錦英路                 |
| 31                   | 利安邨             | 西沙路                 |
| 32                   | 烏溪沙站巴士總站   | 烏溪沙站公共運輸交匯處 |